# Triplophysa lacustris
Triplophysa lacustris är en fiskart som beskrevs av Yang och Chu, 1990. Triplophysa lacustris ingår i släktet Triplophysa och familjen grönlingsfiskar. Inga underarter finns listade i Catalogue of Life.